# کاربید وانادیوم
کاربید وانادیوم (به انگلیسی: Vanadium carbide) با فرمول شیمیایی VC یک ترکیب شیمیایی است. که جرم مولی آن 62.953 g/mol می‌باشد. شکل ظاهری این ترکیب، دستگاه بلوری مکعبی سیاه دیرگداز است.